# کرتنو
کرتنو (به لهستانی:  Krytno) یک روستا در لهستان است که در گمینا پولانوو واقع شده‌است.
 کرتنو  ۱۸۰ نفر جمعیت دارد.